# Departementen van Ivoorkust
De negentien regio's van Ivoorkust waren tot de bestuurlijke herindeling van 2011 opgedeeld in 58 departementen. Deze staan hieronder alfabetisch gegroepeerd per toenmalige regio.

## Agnéby
1. Adzopé
2. Agboville

## Bafing
1. Touba

## Bas-Sassandra
1. San-Pédro
2. Sassandra
3. Soubré
4. Tabou

## Denguélé
1. Odienné

## Dix-Huit Montagnes
1. Biankouma
2. Danané
3. Man

## Fromager
1. Gagnoa
2. Oumé

## Haut-Sassandra
1. Daloa
2. Issia
3. Vavoua

## Lacs
1. Grand-Bassam
2. Tiébissou
3. Toumodi
4. Yamoussoukro

## Lagunes
1. Abidjan
2. Alépé
3. Dabou
4. Grand-Lahou
5. Jacqueville
6. Tiassalé

## Marahoué
1. Bouaflé
2. Sinfra
3. Zuénoula

## Moyen-Cavally
1. Bangolo
2. Duékoué
3. Guiglo
4. Toulépleu

## Moyen-Comoé
1. Abengourou
2. Agnibilekrou

## N'zi-Comoé
1. Bocanda
2. Bongouanou
3. Daoukro
4. Dimbokro
5. Mbahiakro

## Savanes
1. Boundiali
2. Ferkessédougou
3. Korhogo
4. Tingréla

## Lôh-Djiboua
1. Divo
2. Lakota

## Sud-Comoé
1. Aboisso
2. Adiaké

## Vallée du Bandama
1. Béoumi
2. Bouaké
3. Dabakala
4. Katiola
5. Sakassou

## Worodougou
1. Mankono
2. Séguéla

## Zanzan
1. Bondoukou
2. Bouna
3. Tanda